# ユージーン・クーニン
ユージーン・ヴィクトロヴィチ・クーニン（ロシア語: Евге́ний Ви́кторович Ку́нин、1956年10月26日 – ）は、ロシア系アメリカ人生物学者。アメリカ国立生物工学情報センター上席研究員。進化生物学および計算生物学の第一人者である。

## 教育
クーニンはモスクワ大学生物学部で学び、1978年に理学修士号を、1983年に分子生物学の博士号を、それぞれ取得した。博士論文は Multienzyme organization of encephalomyocarditis virus replication complexes（脳心筋炎ウイルス複製複合体の多酵素構成）であり、ヴァディム・イズライロヴィチ・アゴルが指導した。

## 研究
1985年から1991年までソ連医学アカデミーのポリオ微生物学研究所で計算生物学の研究員として勤務し、ウイルス生化学と細菌遺伝学の研究を行った。1991年からはアメリカ国立生物工学情報センターに移り、1996年まで上席研究員の役職を務めた。
クーニンの主要な研究目標としては、ゲノム配列の比較分析や、遺伝子機能のゲノムスケールに対する自動化手法が挙げられる。またクーニンはゲノム進化の数学モデル化に加え、系統発生解析に対する比較ゲノミクスの適用、祖先生物の復元、大規模な進化シナリオの構築といった研究テーマも扱っている。加えてクーニンは、生命の進化における大きな転換点（真核生物の起源など）や真核生物のシグナル伝達の進化と発生経路についても、比較ゲノミクスの観点から調査研究を行っている。

## 経歴
クーニンはジョージア工科大学、ボストン大学、ハイファ大学で非常勤講師を務めた。
2014年現在、クーニンは科学ジャーナル『Trends in Genetics』編集顧問委員、オープンアクセスジャーナルの『Biology Direct』で共同編集長を務めている。クーには1999年から2001年まで科学ジャーナル『Bioinformatics』の編集委員を務めた。またクーニンは、論文評価サービス『Faculty of 1000』においてバイオインフォマティクス分野の諮問委員を務めている。
2016年、米国科学アカデミー会員に選出。

## 関連文献
- Gabrielsen, Paul (2017). “Profile of Eugene V. Koonin”. Proceedings of the National Academy of Sciences of the United States of America 114 (5):  793–6. doi:10.1073/pnas.1621406114. PMC 5293061. PMID 28115717.